# Craig Hutchinson
Craig Hutchinson (Austin, 23 giugno 1891 – febbraio 1976) è stato un regista e sceneggiatore statunitense del cinema muto.

## Biografia
Nato nel 1891 nel Minnesota, ad Austin, Craig Hutchinson intraprese la carriera cinematografica nel 1914, scrivendo la sceneggiatura di Charlot entra nel cinema, un cortometraggio interpretato da Charles Chaplin e da Roscoe 'Fatty' Arbuckle. L'anno seguente passò dietro alla macchina da presa, dirigendo il suo primo film. Come sceneggiatore, il nome di Hutchinson appare nei credit di trentaquattro pellicole. Dal 1915 al 1928, diresse oltre un'ottantina di film.
Craig Hutchinson morì a 84 anni, nel febbraio 1976.

## Filmografia

### Regista
- Ready for Reno (1915)
- A Saphead's Revenge
- Blackmail in a Hospital
- A Scandal at Sea
- Mr. McIdiot's Assassination
- Just Yet, But Not Quite (1916)
- It Can't Be True! (1916)
- Twice at Once
- Murder by Mistake
- The Perils of a Plumber
- The Battle of 'Let's Go'
- Spike's Bizzy Bike
- Summer Boarders
- The Cabaret Scratch
- Roped Into Scandal
- Scandal Everywhere
- The Curse of a Flirting Heart
- In the Clutches of Milk
- Marathon Maniacs
- Kicked in the Kitchen
- Rainstorms and Brainstorms
- A Wise Dummy
- A Devil with the Wimmin
- Caught in the Draft (1917)
- Strike One (1917)
- A Munition Worker's Curse (1917)
- Bullets and Boneheads
- The Guy and the Geyser (1918)
- Maimed in the Hospital (1918)
- The Great Sea Scandal (1918)
- Who's Zoo?
- Fools and Fires
- A Pullman Blunder
- Work or Fight
- A Movie Riot
- Sambo's Wedding Day
- His Wicked Eyes
- Are Flirts Foolish?
- Dark and Cloudy
- Dropped Into Scandal
- Calling His Bluff
- Are Floorwalkers Fickle?
- Cursed by His Cleverness
- Fireman, Save My Gal!
- Bounced
- A Saphead's Sacrifice
- Twin Bedlam
- Dry and Thirsty
- Parked in the Park
- Rough on Rubes
- Kissed in a Harem
- Beaned on the Border
- His Unlucky Berth
- No Clothes to Guide Him
- Look Pleasant, Please (1921)
- Hot, But Healthy
- No Place to Live
- Fares, Please!
- The Noiseless Valley
- Lines Busy
- Show Me Your Samples
- Fur Coats and Pants
- Oh! Nursie! (1921)
- Westward Whoa!
- Almost a Rancher
- Penny Ante (1922)
- The News Maker
- The Fake Quake
- Watch Your Wallet
- Both Booths
- Friday, the Thirteenth (1922)
- A Bottle Baby
- A Panicky Pullman
- A Movie Mixup
- The Minute Man (1922)
- A Gold Insect
- Loose Nuts
- His Prehistoric Blunder
- Dig Up
- California or Bust (1923)
- The Smash-Up
- Beauty and the Bump
- The Duke's Dirty Doings

### Sceneggiatore
- Charlot entra nel cinema (A Film Johnnie), regia di George Nichols (1914)
- Charlot troppo galante (His Favorite Pastime), regia di George Nichols (1914)
- Charlot aristocratico (Cruel, Cruel Love), regia di George Nichols e Mack Sennett (1914)
- Charlot innamorato (The Star Boarder), regia di George Nichols (1914)
- Fatty and the Heiress, regia di Roscoe 'Fatty' Arbuckle (1914)
- Il fortunoso romanzo di Tillie (Tillie's Punctured Romance), regia di Mack Sennett (1914)
- Just Yet, But Not Quite, regia di Craig Hutchinson (1916)
- It Can't Be True!, regia di Craig Hutchinson (1916)
- Twice at Once
- In the Clutches of Milk
- Marathon Maniacs
- A Devil with the Wimmin
- Caught in the Draft, regia di Craig Hutchinson  (1917)
- Strike One, regia di Craig Hutchinson  (1917)
- A Munition Worker's Curse, regia di Craig Hutchinson  (1917)
- The Guy and the Geyser, regia di Craig Hutchinson (1918)
- Maimed in the Hospital, regia di Craig Hutchinson (1918)
- Who's Zoo?
- A Pullman Blunder
- Work or Fight
- A Movie Riot
- Sambo's Wedding Day
- His Wicked Eyes
- Dark and Cloudy
- His Unlucky Berth
- Hot, But Healthy
- Fares, Please!
- The Noiseless Valley
- Lines Busy
- Show Me Your Samples
- Fur Coats and Pants
- A Movie Mixup
- The Minute Man, regia di Craig Hutchinson (1922)
- Beauty and the Bump